# حرشفيات مشطية
حرشفيات مشطية (الاسم العلمي: Ctenosquamata) هي أصنوفة عليا من الأسماك تتفرع من الزعنفيات الحقيقية.